# Shin Tanada
Shin Tanada (jap. 棚田 伸 Tanada Shin; ur. 25 lipca 1969) – japoński piłkarz występujący na pozycji pomocnika.

## Kariera klubowa
Od 1992 do 1999 roku występował w klubach Kashiwa Reysol i Consadole Sapporo.